# Чернотисов
Черноти́сов (укр. Чорнотисів) — село в Пийтерфолвовской общине Закарпатской области Украины.
Население по переписи 2001 года составляло 2232 человека. Почтовый индекс — 90363. Телефонный код — 03143. Занимает площадь 5,062 км². Код КОАТУУ — 2121286201.

## История
В 1946 году указом ПВС УССР село Черный Ардов переименовано в Чернотисов.

## Известные уроженцы
- Ильницкий, Александр Юльевич (1889—1947) — общественный и церковный деятель Подкарпатской Руси, грекокатолический священник, журналист, ведущий деятель Мукачевской грекокатолической епархии Русинской грекокатолической церкви.

## Местный совет
90363, с. Чорнотисів, вул. Головна, 31